# Echinochaete brachypora
Echinochaete brachypora är en svampart som först beskrevs av Jean François Montagne, och fick sitt nu gällande namn av Leif Ryvarden 1978. Echinochaete brachypora ingår i släktet Echinochaete och familjen Polyporaceae.   Inga underarter finns listade i Catalogue of Life.